# الجمعية الفيزيائية الأردنية
الجمعية الفيزيائية الأردنية (بالإنجليزية: Jordanian Physical Society)‏ هي جمعية تأسست عام 2008. حيث عقدت الهيئة العامة للجمعية اجتماعها التأسيسي في مدرج لؤي شموط في جامعة الأميرة سمية للتكنولوجيا في عمان. تهدف نشاطات الجمعية للاهتمام بعلوم الفيزياء عموما وعلى تأكيد أهمية الاهتمام بعلم الفيزياء في الأردن كونها أساسًا لتقدم الشعوب.